# 北安街道
北安街道是中国山东省青岛市即墨区下辖的一个街道。

## 行政区划
北安街道下辖以下地区：
新都社区、营东村、营西村、朱家后戈庄村、王家后戈庄村、刘家后戈庄村、郭家庄村、秦家庄村、兰家庄村、曹家庄村、胡家庄村、上疃村、和尚庄村、南林戈庄村、北林戈庄村、肖家疃村、程家疃村、邹家疃村、谭家疃村、姜吉庄村、小庄村、下疃村、宋化泉村、瓜娄屯村、双龙埠村、南龙埠村、前王宿庄村、后王宿庄村、北龙堂埠村、辛庄一村、辛庄二村、辛庄三村、郑家庄村、泉岭村、泥洼村、凤凰庄村、三官庙村、玉皇庙村、侯东村、侯西村、李家疃村、隋家疃村、兰东村、院上村、方戈庄村、蒲洼村、西北岭村、大北岭村、李家岭村、周集村、周北村、兰家庄村、卢家庄村、周南村、杨家演泉村、何家演泉村、刘家演泉村和吕家演泉村。

## 人口
2010年中国第六次人口普查时，北安街道共有人口51163人。共有家庭15770户，平均每户3.05人。14岁以下的少年儿童共7691人，占总人口15.03%；15-64岁人口共37976人，占总人口74.22%；65岁及以上的老年人共5496人，占总人口的10.74%。男性共计25886人，占总人口50.59%；女性共计25277，占总人口49.40%。本地居住的人口中，拥有本地户籍的人口为40795人，占79.73%。